# Estación Biológica de Doñana
La Estación Biológica de Doñana es un instituto público de investigación dependiente del Consejo Superior de Investigaciones Científicas (CSIC), dentro del área de Recursos Naturales. Tiene como objetivo el estudio de la biodiversidad desde un punto de vista evolutivo, las formas en que se deteriora, las consecuencias de su pérdida y de las posibilidades de su conservación y restauración. Su trabajo se desarrolla no solo en Doñana sino también en otros lugares de España y del mundo.

## Sede
Tiene su sede central en dos edificios situados en la Isla de la Cartuja de Sevilla y dos estaciones de campo, la ICTS Reserva Biológica de Doñana situada en el corazón del parque nacional de Doñana en Almonte, provincia de Huelva, y otra, con el nombre de Estación de Campo de Roblehondo, en el parque de la Sierra de Cazorla, Segura y Las Villas, en la provincia de Jaén.

## Historia
El biólogo José Antonio Valverde promovió la conservación de Doñana. La ONG ecologista WWF organizó una colecta para comprar los terrenos de Doñana, cosa que consiguió en 1963 en parte con fondos del CSIC. La organización cedería al CSIC los terrenos y la Estación fue fundada en diciembre de 1964 por el entonces presidente del CSIC, José Ibáñez Martín. En 1969 se instituyó la Reserva Biológica de Doñana como parque nacional y en 1994 se declara la Reserva Biológica de Doñana Patrimonio de la Humanidad por la UNESCO. En 2006 el Ministerio de Educación y Ciencia le da el título de Infraestructura Científica y Tecnológica Singular (ICTS) a la Estación Biológica, lo que le da la oportunidad de mejorar sus instalaciones y difundir mejor sus investigaciones a nivel internacional.
Desde 1964 se situó la sede sevillana de la Estación en un chalet del barrio de Heliópolis. En 1984 se trasladará al Pabellón de Perú de la Exposición Iberoamericana de 1929 y en la primavera de 2007 se trasladan a un edificio de nueva construcción en la Isla de la Cartuja de Sevilla. El Pabellón de Perú quedaría como un espacio expositivo del CSIC denominado Casa de la Ciencia.
En 2002, en parte con fondos de la Estación Biológica de Doñana, pudo crearse el Museo del Mundo Marino en el Parque Dunar de Matalascañas, como Museo de Historia Natural centrado en la vida oceánica. Sin embargo, por falta de financiación de la Junta de Andalucía, el Museo tuvo que cerrar en 2012. El CSIC anunció que trataría de recuperar el inmueble dándole un uso más amplio, en relación con todo el valor ecológico de Doñana.

### Directores
- José Antonio Valverde (Fundador) (1964-1975)
- Javier Castroviejo (1975-1988)
- Miguel Delibes (1988-1996)
- Miguel Ferrer Baena (1996-2000)
- Fernando Hiraldo (2000-2012)
- Juan José Negro (2012-2015)
- Joaquín Cerdá (2015-2019)
- Eloy Revilla (2019- actualidad)

En septiembre de 2015, el director Juan José Negro fue cesado por el presidente del CSIC, Manuel Lora-Tamayo. El propio Negro, así como Ecologistas en Acción, interpretaron el cese como una represalia política. Otras organizaciones ecologistas como SEO y WWF en Andalucía declararon sentirse sorprendidos por la destitución y preocupados porque con el cambio de dirección no se mantengan los posicionamientos por parte de la EBD.
Juan José Negro fue consultado durante la investigación judicial abierta por el concurso promovido por la Junta de Andalucía para adjudicar los derechos mineros de Aznalcóllar. Sus declaraciones ponían en entredicho el concurso organizado por la Junta y por el cual se investigó a la ex directora general de Minas, María José Asensio y otros seis cargos y funcionarios autonómicos.
El que era coordinador institucional del CSIC en Andalucía, Miguel Ferrer, preside la Fundación Migres, entidad contratada por Magtel para concurrir al concurso de Aznalcóllar y quien ganó finalmente la adjudicación de la Junta.
Los responsables del CSIC negaron que se tratase de una represalia y alegaron pérdida de confianza en Negro para destituirlo.

## Colecciones científicas
Las colecciones de la EBD cuentan con más de 100.000 ejemplares que suman una quinta parte de las especies de vertebrados del planeta, siendo un referente mundial en biodiversidad.